# Mac OS X Leopard
Mac OS X v10.5 «Leopard»  — операційна система компанії Apple Computer для комп'ютерів Macintosh, що вийшла у світ 26 жовтня 2007 р. Вперше була продемонстрована на Worldwide Developers Conference в 2006 році. Нова функціональність включає Boot Camp, Time Machine,  підтримку 64-бітних процесорів, Spaces, Core Animation та інші доробки, котрих близько 300.

## Хронологія
| Хронологія операційних систем Macintosh |
| --------------------------------------- |
|                                         |